# Przejście graniczne Trzebina-Bartultovice
Przejście graniczne Trzebina-Bartultovice – polsko-czeskie drogowe i małego ruchu granicznego przejście graniczne położone w województwie opolskim, w powiecie prudnickim, w gminie Lubrza, w miejscowości Trzebina, zlikwidowane w 2007.

## Opis
Przejście graniczne drogowe Trzebina-Bartultovice z miejscem odprawy granicznej po stronie czeskiej w miejscowości Bartultovice, zostało utworzone 15 lutego 2002. Czynne było przez całą dobę. Dopuszczony był ruch pieszych, rowerzystów, motocykli, autokarów, samochodów osobowych, samochodów ciężarowych z wyłączeniem towarów podlegających kontroli weterynaryjnej i fitosanitarnej. Kontrolę graniczną osób, towarów i środków transportu wykonywała Graniczna Placówka Kontrolna Straży Granicznej w Głuchołazach (GPK SG w Głuchołazach).
Przejście graniczne małego ruchu granicznego Trzebina-Bartultovice zostało utworzone 19 lutego 1996, w rejonie znaku granicznego nr II/135 . Czynne było codziennie w godz 6.00–22.00. Dopuszczony był ruch pieszych, rowerzystów, motorowerami o pojemności skokowej silnika do 50 cm³ i transportem rolniczym. Odprawę graniczną i celną wykonywały organy Straży Granicznej. Kontrolę graniczną i celną osób, towarów oraz środków transportu wykonywała Strażnica SG w Trzebinie.
Do przejścia granicznego prowadziła droga krajowa nr 41. Było to największe drogowe przejście graniczne w województwie opolskim.
21 grudnia 2007 na mocy układu z Schengen przejście zostało zlikwidowane.

## Dane statystyczne
W przejściu granicznym Trzebina-Bartultovice odprawiono:
| Przejście graniczne Trzebina-Bartultovice |                                                                       |         |        |
| Rok                                       | Osoby                                                                 | Pojazdy | Źródło |
| 01.01.2002 – 15.02.2002                   | Ogółem: 3652 do RP: 1820 z RP: 3542 z tego: Polacy – 3542 Czesi – 110 | –       | [ 7 ]  |
| 2005                                      | 313258                                                                | 141355  | [ 8 ]  |
| 2006                                      | 364803                                                                | 190653  | [ 9 ]  |
| 2007 (1. półrocze)                        | 206047                                                                | 128814  | [ 10 ] |

## Galeria

Przejście graniczne Trzebina-Bartultovice
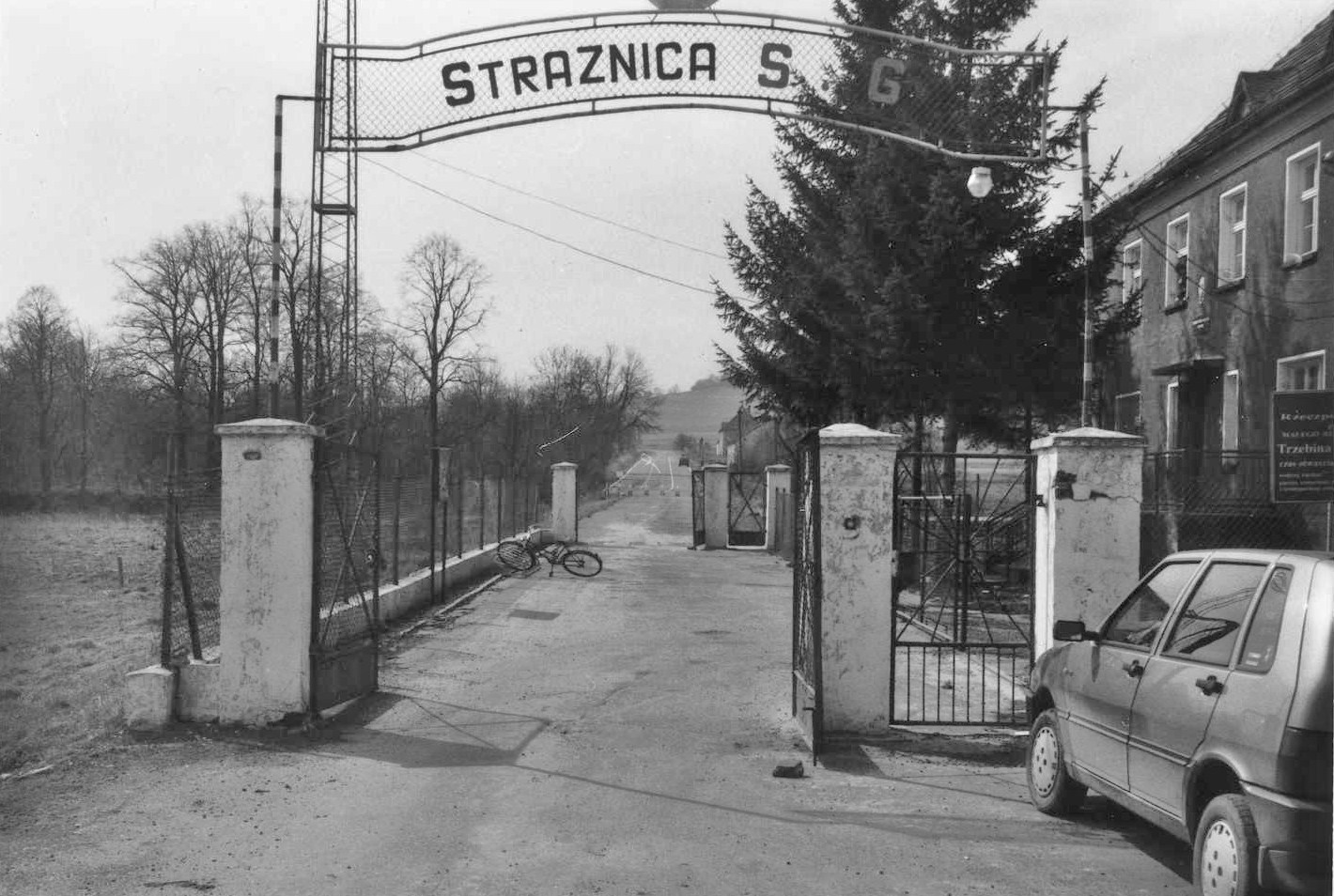
Mrg Trzebina-Bartultovice (lata 90.)
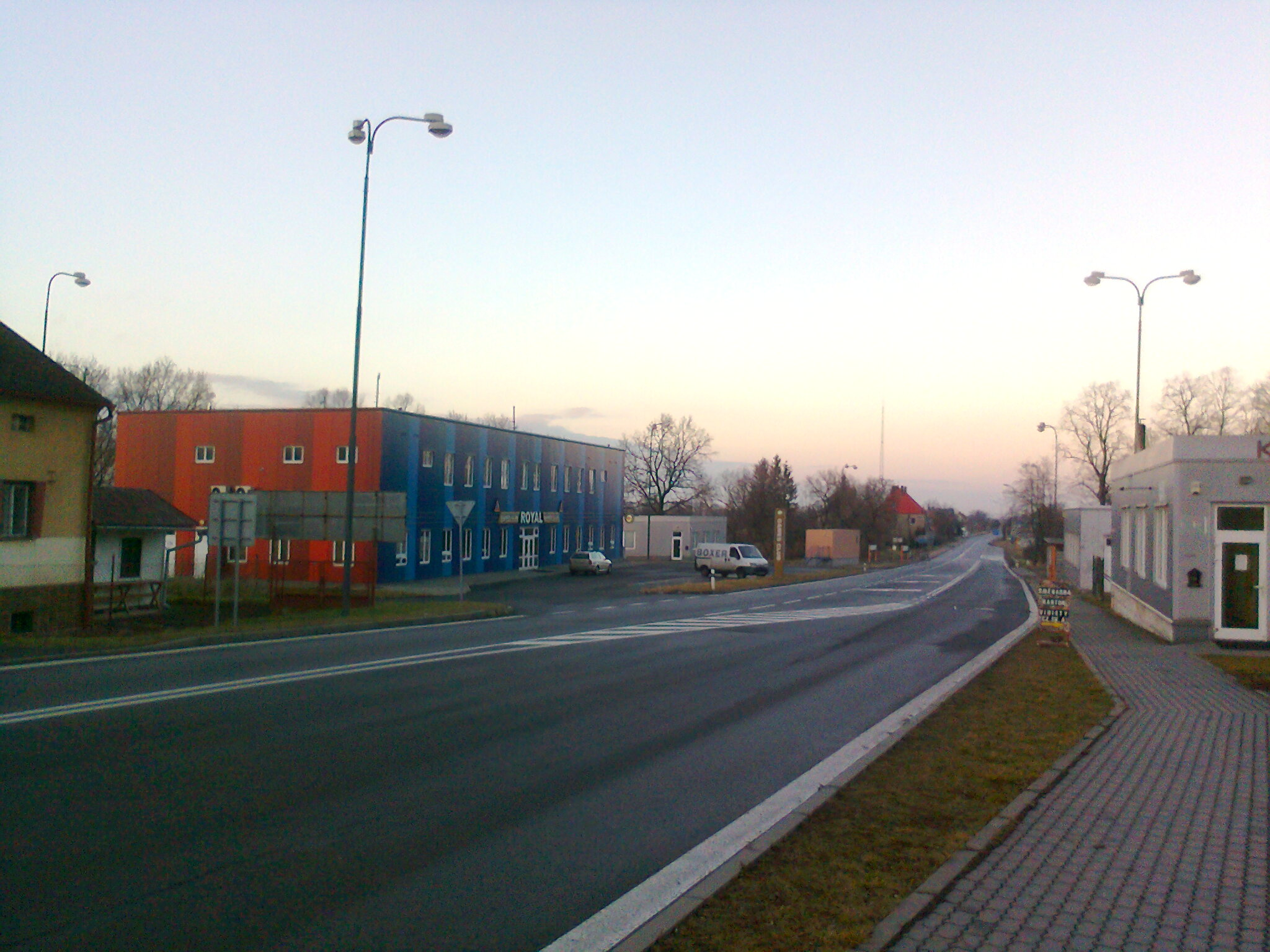
(grudzień 2013)
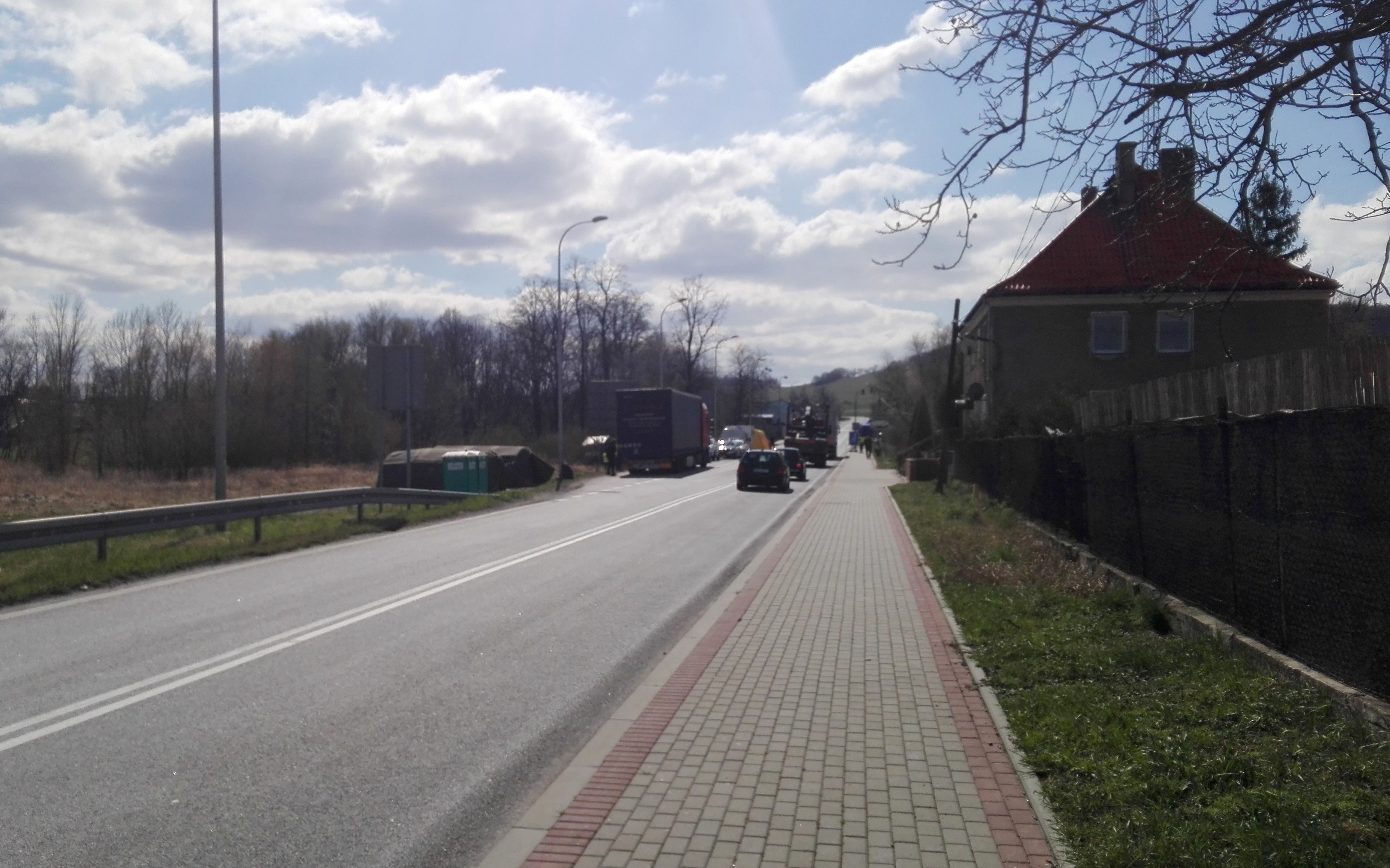
Pandemia COVID-19 (marzec 2020)
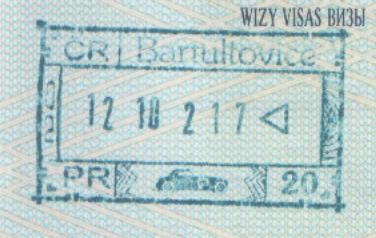
Czeski stempel kontroli granicznej